# Franz Kuhn (Sinologe)
Franz Walther Kuhn (* 10. März 1884 in Frankenberg/Sa.; † 22. Januar 1961 in Freiburg im Breisgau) war ein deutscher Jurist, Sinologe und literarischer Übersetzer.

## Leben
Franz Kuhn war das drittjüngste von elf Kindern von Max Richard Kuhn, Bürgermeister von Frankenberg. Von 1894 bis 1897 besuchte er das Königliche Gymnasium in Dresden-Neustadt und anschließend bis zum Abitur die Schule St. Afra in Meißen. Ab 1903 studierte er Rechtswissenschaft an der Universität Leipzig, von 1904 bis 1907 an der Universität Berlin und von 1907 bis 1908 wieder in Leipzig, wo er 1908 sein erstes Staatsexamen ablegte und 1909 promovierte. Ab Februar 1909 war er Referendar am Amtsgericht Dresden.
Da Kuhn bereits während der Semester in Berlin am dortigen Seminar für Orientalische Sprachen einen Chinesischkurs absolviert hatte, wurde er im August 1909 an die deutsche Gesandtschaft in Peking als Dolmetscher-Eleve abgeordnet. Sein Chinaaufenthalt währte von 1909 bis 1912; zeitweise übte er dabei die Funktion eines Vizekonsuls in Harbin aus. 
1912 schied Kuhn aus dem auswärtigen und juristischen Dienst aus und studierte von 1913 bis 1919 Sinologie an der Universität Berlin. Während des Ersten Weltkriegs war er als Übersetzer für das Auswärtige Amt tätig. In den Zwanzigerjahren begann er dann, klassische chinesische Belletristik ins Deutsche zu übersetzen. Ab 1925 arbeitete er vorwiegend für den Insel-Verlag in Leipzig; die 1930 erschienene Übersetzung des Jin Ping Mei (Kin Ping Meh; 金瓶梅, Pinyin: Jīn Píng Méi) wurde – auch international – ein großer Verkaufserfolg und brachte Kuhn den Durchbruch. Allerdings kam es in den Dreißigerjahren zu Auseinandersetzungen mit dem Leiter des Insel-Verlags, Anton Kippenberg, über den Umfang der Kuhnschen Übersetzungen (Kürzungen des Originaltextes waren vertraglich vereinbart), so dass Kuhn auch in anderen Verlagen veröffentlichte. 
Während der Zeit des Nationalsozialismus führte der erotische Inhalt des Jin Ping Mei zu Konflikten mit den nationalsozialistischen Machthabern; das Buch stand um 1942 zeitweise auf einer Liste des schädlichen und unerwünschten Schrifttums, konnte allerdings wenig später erneut und unbehelligt erscheinen. Zwischen 1943 und 1945 verlor Kuhn bei drei Luftangriffen in Berlin, Freiburg im Breisgau und Dresden den größten Teil seiner Bibliothek und seiner Manuskripte.
Nach dem Ende des Zweiten Weltkriegs übersiedelte Kuhn nach Badenweiler, wo er während der wirtschaftlich schweren Jahre bis 1951 lebte. Allmählich wurden seine alten Werke wieder aufgelegt, und nach dem Wiederaufbau seiner Bibliothek war ihm auch die Arbeit an neuen Übersetzungen möglich. 1951 zog er wieder nach Freiburg im Breisgau. Während der Fünfzigerjahre erfuhr Kuhns Arbeit auch zunehmend öffentliche Würdigung: 1955 stellten ihm die Kulturabteilung des Auswärtigen Amtes und das baden-württembergische Kultusministerium die Mittel zu einer fünfmonatigen Weltreise zur Verfügung. Kuhn hielt sich vier Wochen lang in Hongkong auf und reiste über Australien, die Vereinigten Staaten und Kanada zurück. Es erschienen noch drei weitere größere Übersetzungen. Kuhns Fassung des „Jou Pu Tuan“ (肉蒲團 Ròupútuán) wurde allerdings 1959 in der Schweiz wegen der angeblich „unzüchtigen“ Illustrationen beim Verleger beschlagnahmt, der Drucksatz vernichtet; in Deutschland konnte das Werk posthum 1964 erscheinen.
In den letzten Lebensjahren unternahm Kuhn zahlreiche Reisen in ganz Europa. Er starb während eines Kinobesuchs in Freiburg im Breisgau und wurde in Bad Reichenhall beigesetzt.

## Einteilung des Tierreichs
Der argentinische Schriftsteller Jorge Luis Borges schreibt in seinem Essay „Die analytische Sprache des John Wilkins“ Franz Kuhn eine ungewöhnliche Unterteilung des Tierreichs in 14 Kategorien zu, die dieser aus einer apokryphen chinesischen Enzyklopädie entnommen haben soll:
1. Tiere, die dem Kaiser gehören,
2. einbalsamierte Tiere,
3. gezähmte Tiere,
4. Ferkel,
5. Meerjungfrauen,
6. Fabeltiere,
7. streunende Hunde,
8. Tiere, die in diese Gruppierung gehören,
9. Tiere, die sich wie toll gebärden,
10. ungezählte Tiere,
11. Tiere, die mit einem ganz feinen Pinsel aus Kamelhaar gezeichnet sind,
12. und so weiter,
13. Tiere, die den Wasserkrug zerbrochen haben,
14. Tiere, die von weitem wie Fliegen aussehen.

## Würdigung
Franz Kuhn, der möglicherweise 1932 den Lessingpreis und 1952 das Verdienstkreuz (Steckkreuz) des Verdienstordens der 
Bundesrepublik Deutschland erhielt, war einer der produktivsten Übersetzer aus dem Chinesischen ins Deutsche während der ersten Hälfte des 20. Jahrhunderts, der mit seinen Arbeiten die chinesische Literatur einem breiten Publikum zugänglich gemacht hat. In Fachkreisen werden seine Übersetzungen teils hoch gelobt, teils als unphilologische Nachdichtungen scharf kritisiert.

## Werke

### Monographien
- Der Gegenstand des Melodieschutzes nach § 13 Abs. II Gesetzes betr. das Urheberrecht an Werken der Literatur und Tonkunst vom 19. Juni 1901, Leipzig 1909
- Das Dschong lun des Tsui Schi, Berlin 1914

### Übersetzungen
- 《中國狀況》 (Zhōngguó Zhuàngkuàng): Chinesische Staatsweisheit, Darmstadt 1923
- 《中國小說家》 (Zhōngguó Xiǎoshuōjiā): Chinesische Meisternovellen, Leipzig 1926
- 《好逑傳》 (Hǎoqiúzhuàn): Eisherz und Edeljaspis oder Die Geschichte einer glücklichen Gattenwahl, Insel Verlag, Leipzig 1926.
  - Neuauflage mit 26 chinesischen Holzschnitten, Insel TB bei Suhrkamp, Frankfurt am Main 1975, ISBN 3-458-01823-9.
- 《二度梅全傳》 (Èrdù Méi Quánzhuàn): Die Rache des jungen Meh oder Das Wunder der zweiten Pflaumenblüte, Leipzig 1927.
- 《珍珠衫》 (Zhēnzhūshān): Das Perlenhemd, Leipzig 1928.
- 《金瓶梅》 (Jīn Píng Méi): Jin Ping Mei oder Die abenteuerliche Geschichte von Hsi Men und seinen sechs Frauen, Leipzig 1930.
- 《張小姐》 (Zhāng Xiǎojie): Fräulein Tschang, Berlin [u. a.] 1931.
- 《紅樓夢》 (Hónglóumèng): Der Traum der roten Kammer, Leipzig 1932.
- 《水滸傳》 (Shuǐhǔzhuàn): Die Räuber vom Liang-Schan-Moor, Leipzig 1934.
- 《玉蜻蜓》 (Yù Qīngtíng): Die Jadelibelle, Berlin 1936.
- 《杜十娘怒沉百寶箱》 (Dù Shíniáng Nùchēn Bǎibǎoxiāng): Das Juwelenkästchen, Dresden 1937.
- 《子夜》 (Zǐyè): Mao Dun: Schanghai im Zwielicht, Dresden 1938.
- 《覺世名言十二樓》 (Juéshì míngyán Shí'èr Lóu): Die dreizehnstöckige Pagode, Berlin 1939.
- 《隔簾花影•嫦娥與銀瓶》 (Gélián Huāyǐng Cháng'é yǔ Yínpíng): Mondfrau und Silbervase, Berlin 1939.
- 《三國演義》 (Sānguó Yǎnyì): Die drei Reiche, Berlin 1940.
- 《薔薇露》 (Qiángwēilù): Das Rosenaquarell, Zürich 1947.
- 《東華門》 (Dōnghuāmén): Das Tor der östlichen Blüte, August Bagel Verlag, Düsseldorf 1949.
- 《佛笑》 (Fó Xiào): Und Buddha lacht, Baden-Baden 1950.
- 《雲彩塔》 (Yúncaitǎ): Der Turm der fegenden Wolken, Freiburg i. Br. 1951.
- 《今古奇觀》 (Jīngǔ Qíguān): Kin Ku Ki Kwan, Zürich 1952.
- 《柳浪聞鶯》 (Liǔlàng Wén Yīng): Goldamsel flötet am Westsee, Freiburg i. Br. 1953.
- 《兒女英雄傳》 (Érnǚ Yīngxióng Zhuàn): Wén Kāng (文康): Die schwarze Reiterin, Zürich 1954.
- 《隔帘花影》 (Gélián Huāyǐng): Blumenschatten hinter dem Vorhang, Freiburg i. Br. 1956.
- 《中國古代愛情故事集》 (Zhōngguó Gǔdài Àiqíng Gùshijí): Altchinesische Liebesgeschichten, Wiesbaden 1958.
- 《李娃傳》 (Lǐ Wá Zhuàn): Die schöne Li. Vom Totenhemd ins Brautkleid, Wiesbaden 1959.
- 《肉蒲團》 (Ròupútuán): Li Yü: Jou pu tuan, Ein erotischer Roman aus der Ming-Zeit, mit 60 chinesischen Holzschnitten, Verlag Die Waage, Zürich, 1959.
- 《肉蒲團》 (Ròupútuán): Li Yü: Jou pu tuan, Ein erotischer Roman aus der Ming-Zeit, mit 60 chinesischen Holzschnitten, Frankfurt am Main 1986, ISBN 3-596-22451-9.
- 《宋金郎團圓破氈笠》 (Sòng Jīnláng Tuányuán Pò Zhānlì): Goldjunker Sung und andere Novellen aus dem Kin Ku Ki Kwan, Zürich 1960.

### Herausgeberschaft
- Der kleine Goldfischteich, Leipzig 1935